# Dendrochilum exiguum
Dendrochilum exiguum är en orkidéart som först beskrevs av Oakes Ames, och fick sitt nu gällande namn av Henrik Aerenlund Pedersen. Dendrochilum exiguum ingår i släktet Dendrochilum och familjen orkidéer. Inga underarter finns listade i Catalogue of Life.